# Christian Lahusen (Soziologe)
Christian Lahusen (* 1962 in Mexiko-Stadt) ist ein deutscher Soziologe. Er ist Professor für Soziologie an der Universität Siegen mit dem Schwerpunkt auf vergleichender Kultursoziologie und politischer Soziologie Europas.

## Werdegang
Lahusen studierte Soziologie, Geschichte und Psychologie an der Universität Düsseldorf sowie an der Universidad Complutense de Madrid und schloss sein Studium mit einem Master ab. Von 1990 bis 1994 promovierte er am Europäischen Hochschulinstitut in Florenz. Anschließend war er wissenschaftlicher Mitarbeiter an der Heinrich-Heine-Universität Düsseldorf und später an der Otto-Friedrich-Universität Bamberg, wo er sich habilitierte. Von 2002 bis 2004 war er Oberassistent an der Universität Bamberg, bevor er 2004 eine Professurvertretung an der Universität Siegen übernahm. Seit 2006 ist er dort Professor für Soziologie mit dem Schwerpunkt „Vergleichende Kultur- und politische Soziologie Europas“.

## Forschung
Lahusens Forschung konzentriert sich auf die politische Soziologie Europas, soziale Bewegungen, transnationale Solidarität und die Rolle der Zivilgesellschaft. Er untersucht insbesondere Prozesse der Politisierung und Professionalisierung in europäischen Kontexten, wie etwa das europäische Lobbying.

## Publikationen (Auswahl)
- mit Karin Schittenhelm und Stephanie Schneider: Europäische Asylpolitik und lokales Verwaltungshandeln: zur Behördenpraxis in Deutschland und Schweden. Transcript Verlag, Bielefeld 2022, ISBN  978-3-8376-3330-6.
- Europäisches Lobbying: ein Berufsfeld zwischen Professionalismus und Aktivismus. Campus Verlag, Frankfurt am Main 2020, ISBN  978-3-593-51202-0.
- Das gespaltene Europa: eine politische Soziologie der Europäischen Union. Campus Verlag, Frankfurt 2019, ISBN  978-3-593-51046-0.
- mit Britta Baumgarten: Das Ende des sozialen Friedens?: Politik und Protest in Zeiten der Hartz-Reformen. Campus Verlag, Frankfurt am Main/New York City 2010, ISBN 978-3-593-39032-1.
- Kontraktuelle Politik: politische Vergesellschaftung am Beispiel der Luftreinhaltung in Deutschland, Frankreich, Großbritannien und den USA. Velbrück Wissenschaft, Weilerswist 2003, ISBN 978-3-934730-63-2
- mit Claudia Jauß: Lobbying als Beruf: Interessengruppen in der Europäischen Union. Nomos Verlag, Baden-Baden 2001, ISBN 978-3-7890-7484-4.